# Морейра, Освалдо Луис
Освалдо Луис Морейра (порт.-браз. Oswaldo Luiz Moreira; 30 января 1930, Сан-Паулу — 22 июля 1985, Сан-Паулу), более известный под именем Лиминья (порт.-браз. Liminha) — бразильский футболист, нападающий.

## Карьера
Лиминья родился в семье чернокожего уличного торговца и итальянки. Он начал карьеру в 1946 году в клубе «Ипиранга». С середины 1948 года футболист стал играть за основной состав команды. В 1949 году Лиминья провёл три месяца в клубе «Америка» из Рио-де-Жанейро, но покинул команду из-за трудности с адаптацией к футболу другого штата. Он возвратился в «Ипирангу» и выступал там до 1950 года.
В январе 1951 года Лиминья перешёл в «Палмейрас», где дебютировал 25 февраля в матче турнира Рио-Сан-Паулу с «Фламенго», в котором его клуб победил со счётом 7:1, а игрок забил во встрече четыре гола. Всего в том розыгрыше он забил 9 мячей, став лучшим бомбардиром вместе с Адемиром и Акилесом. А сам клуб добился победы в соревновании. В том же году Лиминья выиграл вместе с «Палмейрасом» Кубок Рио. Во втором финальном матче против «Ювентуса», форвард забил гол на 77-й минуте, который принёс ничью команде и победу в розыгрыше, благодаря победе «Вердао» в первом матче. С клубом Лиминья трижды становился серебряным призёром чемпионата штата Сан-Паулу. В розыгрыше 1954 года в предпоследнем туре «Палмейрас» встречался с «Коринтиансом», лидировавшим в соревновании. «Коринтианс» опережал идущим вторым «Палмейрас» на три очка, а значит любой результат, кроме победы «Вердао» приносил титул чемпиона штата «Тимао». Во время матча Лиминья ударил игрока соперника Омеро кулаком в живот. Это вызвало массовую драку со всеми представителя соперничающих клубов. Встреча завершилась вничью 1:1. За «Палмейрас» Лиминья играл до 1955 года, проведя в общей сложности 229 матчей (129 побед, 43 ничьи и 57 поражений) и забил 106 голов, по другим данным 230 матчей (130 побед, 44 ничьи и 56 поражений). Последний матч за клуб нападающий сыграл 30 октября 1955 года против «Понте-Преты» (2:0).
В 1956 году Лиминья перешёл в клуб «Португеза Деспортос», куда он был отправлен после прихода в «Палмейрас» Жозе Алтафини. В этом клубе он также подрался: вновь в матче с «Коринтиансом» Лиминья ударил игрока соперника Клаудио Пиньо. Далее он играл за «Брагантино», «Ферровиарию», «Насьонал» и «Жабакуару», где завершил карьеру в начале 1963 года.
После завершения игровой карьеры Лиминья устроился на работу в компанию, владельцем которой был бывший директор «Палмейраса». Лиминья последние годы жизни страдал от алкоголизма, пристрастившись к выпивке ещё будучи игроком «Палмейраса». Он умер в 1985 году в больнице Сан-Паулу из-за осложнений, вызванных бронхопневмонией. 23 июля Лиминья был похоронен на кладбище Араса.

## Достижения

### Командные
- Победитель турнира Рио-Сан-Паулу: 1951
- Обладатель Кубка Рио: 1951
- Обладатель Кубка города Сан-Паулу: 1951

### Личные
- Лучший бомбардир турнира Рио-Сан-Паулу: 1951 (9 голов)

## Личная жизнь
Лиминья был женат. У него родилось два сына — Лиамар и Освалдо Жуниор.